# (1115) Sabauda
(1115) Sabauda est un astéroïde de la ceinture principale, découvert le 13 décembre 1928 par l'astronome italien Luigi Volta depuis l'observatoire astronomique de Turin. Il est indépendamment découvert cinq jours plus tard par Josep Comas i Solà à Barcelone.
Sa désignation provisoire était 1928 XC.
Son nom est une référence, sous forme latine, à la maison de Savoie, qui a longtemps dirigé l'Italie, ou à la commune de Sabaudia, fondée en 1934 par le régime fasciste italien.

## Compléments